# دمج صوتي
الدمج الصوتي أو المكساج الصوتي هو مرحلة أساسية من مراحل الإنتاج الإذاعي والموسيقي، وفرع من فروع الهندسة صوتية وفيها يتعامل مهندس الدمج مع مجموعة التراكات الصوتية التي تشكل الأغنية أو المقطوعة الموسيقية أو أصوات المادة الإذاعية أو التلفزيونية (فيلم، مسلسل،..) حيث تتم عملية دمج التراكات المختلفة وتصفيتها وإضافة مؤثرات علاجية للصوت ومؤثرات جمالية ودمج الأصوات بطريقة فنية تجعلها مسموعة وواضحة دون إزعاج للأذن تمهيداً للبدء بالمرحلة النهائية وهي الماسترينغ الصوتي.

## أشهر المؤثرات المستخدمة في المكساج الصوتي
- الإيكولايزر Equlizer
- الكومبريسور Compressor
- الريفيرب Reverb
- الديلاي Delay
- auto tune